# Mark Heatley
Mark Heatley (* 4. Mai 1984 in Freiburg im Breisgau) ist ein deutsch-kanadischer Eishockeyspieler, der aktuell in der Eishockey-Oberliga für die Füchse Duisburg spielt. Er ist der jüngere Bruder von Dany Heatley und der Sohn von Murray Heatley.

## Karriere

### Juniorenzeit und Collegezeit in Nordamerika
Mark Heatley trat das erste Mal in der Saison 2001/02 bei den Calgary Canucks in der Alberta Junior Hockey League in Erscheinung, für die er auch in der Folgesaison auflief.
In den nächsten 2 Jahren ging Heatley für die Wisconsin Badgers dem Eishockeyteam der University of Wisconsin, welche in der US-College Liga NCAA organisiert sind, aufs Eis und zwischen 2005 und 2008 schnürte er die Schlittschuhe für The Hockey Blues dem Eishockeyteam der University of Toronto, welche der kanadischen Universitätsliga CIS im Verband der Provinz Ontario OUA angehören. In seiner letzten Collegesaison 2007/08 wurde er ins All-Star Team des OUA-Verbandes gewählt.

### Wechsel nach Europa
Auch aufgrund seines Bezuges zu Deutschland – Mark ist in Freiburg geboren, da sein Vater von 1979 bis 1984 in Freiburg sowie Garmisch-Partenkirchen Eishockey spielte – erhielt er nach seiner Collegelaufbahn Angebote aus der deutschen 2. Eishockeyliga und wechselte zur Saison 2008/09  nach Deutschland zum damaligen Zweitligisten EHC München. In seiner ersten Saison für München wurde er an der Schulter verletzt und konnte daraufhin 3 Monate nicht spielen, so dass er nach 21 Hauptrundenspielen (16 Punkte) erst wieder in den Play-offs zum Einsatz kam. Auch in der folgenden Saison 2009/10 spielte er für das Team aus der bayrischen Landeshauptstadt und konnte mit den Münchnern die Meisterschaft der 2. Bundesliga feiern. Der EHC München erhielt daraufhin für die kommende Saison 2010/11 die Spielberechtigung für die höchste deutsche Eishockeyliga DEL.
Für den DEL-Kader der Münchner wurde Heatley jedoch nicht berücksichtigt, so dass er in der folgenden Saison 2010/11 weiterhin in der 2. deutschen Eishockeyliga für die Mannschaft seiner Geburtsstadt den Wölfen Freiburg spielte. Die Breisgauer stiegen jedoch am Ende einer enttäuschenden Saison ab.
Für die folgende Saison 2011/12 wurde er von den Bietigheim Steelers verpflichtet und spielte somit weiterhin in Deutschlands zweithöchster Eishockeyliga. Die Schwaben, welche 2009 noch Zweitligameister geworden waren, befanden sich zum Zeitpunkt des Engagements von Heatley in einer sportlichen Krise, konnten sich in den kommenden Jahren jedoch wieder zu einem Topteam der Liga entwickeln. Mark Heatley lief in 4 Spielzeiten für das Team aus der Porschestadt aufs Eis und konnte in dieser Zeit zwei Meisterschaften feiern. Er gehörte zwar nie zu den Top-Scorern des Teams, konnte aber in zwei Spielzeiten mehr als 40 Punkte erzielen und war insbesondere in der Saison 2013/14 neben Matt McKnight und Alexej Dimitriev erfolgreichster Spieler seines Teams in den Play-offs.
Zur Saison 2015/16 wechselte Heatley zum Ligakonkurrenten SC Riessersee, wo auch schon sein Vater Murray Heatley Ende der 1970er-Jahre gespielt hatte. Nach der Saison konnte man sich, trotz einer sportlich soliden Saison von Heatley, nicht auf eine Vertragsverlängerung einigen. So wechselte er nach acht Jahren in Deutschlands zweithöchster Eishockeyliga, in welchen er in 367 Ligaspielen 269 Punkte (113 Tore) erzielen konnte, zur Saison 2016/17 zu Manchester Storm in die höchste britische Elite Ice Hockey League. Hier wird er an der University of Salford neben dem Eishockeyspielen auch wieder ein Studium aufnehmen. Nach einem Jahr in Manchester, in dem er parallel einen Bachelor erlangte, kehrte Heatley nach Deutschland zurück und wurde von den Heilbronner Falken verpflichtet. Zur folgenden Saison 2018/19 wechselte er innerhalb der DEL2 zu den Bayreuth Tigers. In den Jahren 2019 bis 2022 wechselte Heatley häufig auch innerhalb der Spielzeiten und dabei waren seine Stationen die Tölzer Löwen, der ERV Schweinfurt, der EV Lindau, der Deggendorfer SC und die Blue Devils Weiden. Zur Saison 2022/23 unterschrieb Heatley einen Vertrag bei den Füchsen Duisburg.

## Erfolge und Auszeichnungen
- 2008 All-Star Team kanadische Universitätsliga CIS
- 2010 Meister 2. Eishockeybundesliga mit EHC München
- 2012 DEB-Pokal-Sieger  mit  Bietigheim Steelers
- 2013 Meister 2. Eishockeybundesliga mit Bietigheim Steelers* 2013 DEB-Pokal-Sieger  mit Bietigheim Steelers
- 2015 Meister DEL2 mit Bietigheim Steelers

## Karrierestatistik
(Legende zur Spielerstatistik: Sp oder GP = absolvierte Spiele; T oder G = erzielte Tore; V oder A = erzielte Assists; Pkt oder Pts = erzielte Scorerpunkte; SM oder PIM = erhaltene Strafminuten; +/− = Plus/Minus-Bilanz; PP = erzielte Überzahltore; SH = erzielte Unterzahltore; GW = erzielte Siegtore; 1 Play-downs/Relegation; Kursiv: Statistik nicht vollständig)